# STS-128
STS-128 (englisch Space Transportation System) ist eine Missionsbezeichnung für einen Flug des US-amerikanischen Space Shuttles Discovery (OV-103) der NASA. Der Start erfolgte am 29. August 2009 um 03:59 UTC. Es war die 128. Space-Shuttle-Mission und der 37. Flug der Discovery.
Während dieser Mission wurde das Multi-Purpose Logistics Module Leonardo benutzt, um Vorräte und Material zur Internationalen Raumstation zu bringen. Dabei war u. a. auch das neue Trainingsgerät für Astronauten C.O.L.B.E.R.T., eine Hommage an den amerikanischen Komiker Stephen Colbert, siehe auch Namensgebung des ISS-Moduls Tranquility. Des Weiteren wurde mit Hilfe eines speziellen Frachtträgers (LMC) ein Ammoniaktank zum Austausch zur ISS gebracht und installiert.
Es wurden drei Weltraumausstiege durchgeführt: der erste durch Olivas und Stott, die folgenden zwei durch Olivas und Fuglesang.

## Mannschaft
Die Besatzung wurde von der NASA am 15. Juli 2008 bekanntgegeben:
- Frederick Sturckow (4. Raumflug), Kommandant
- Kevin Ford (1. Raumflug), Pilot
- John Olivas (2. Raumflug), Missionsspezialist
- Patrick Forrester (3. Raumflug), Missionsspezialist
- José Hernández (1. Raumflug), Missionsspezialist
- Christer Fuglesang (2. Raumflug), Missionsspezialist ( ESA/ Schweden)

### ISS-Crew Hinflug
ISS-Expedition 20
- Nicole Stott (1. Raumflug), Bordingenieurin

### ISS-Crew Rückflug
ISS-Expedition 20
- Timothy Kopra (1. Raumflug), Bordingenieur

## Vorbereitungen

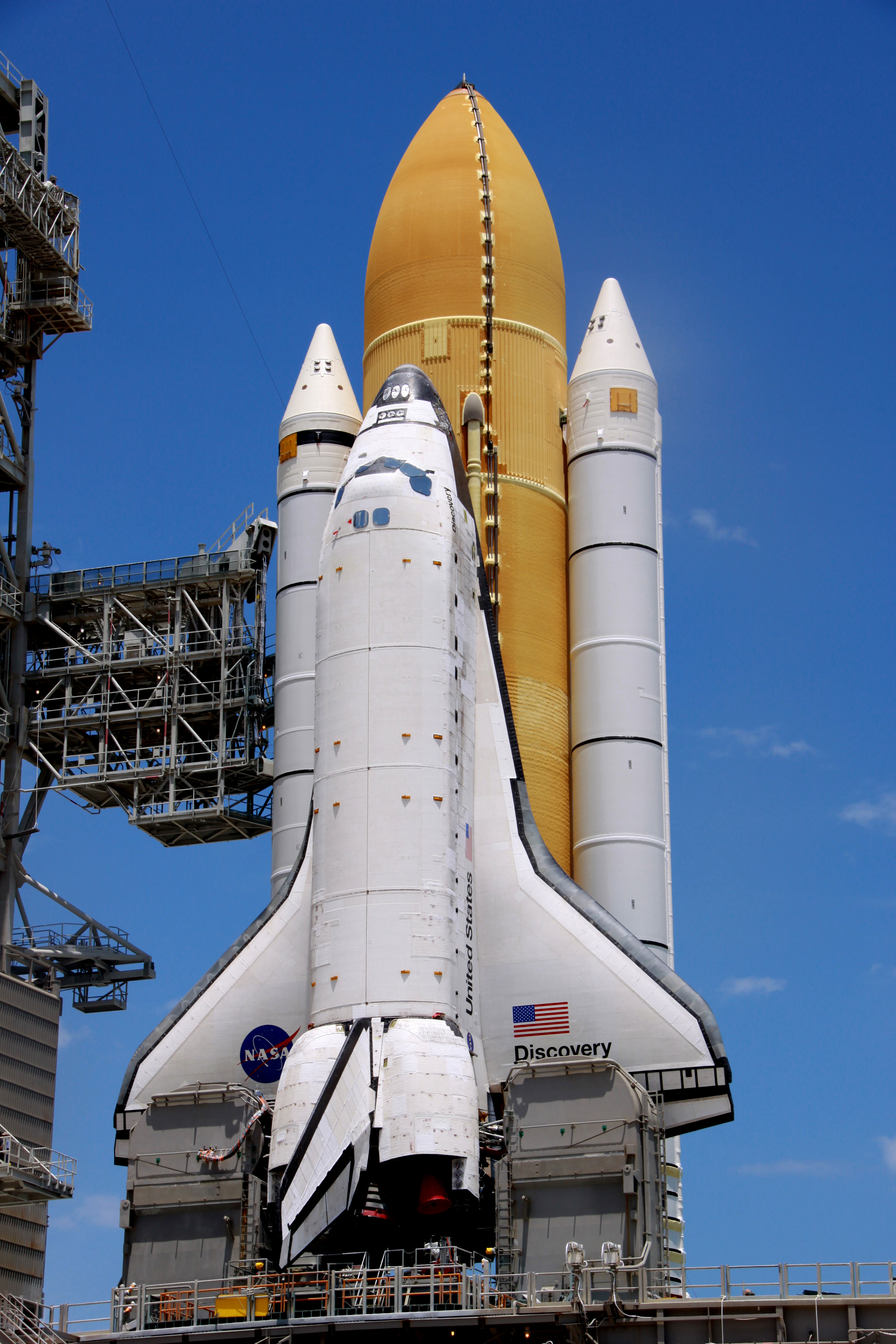
Die Discovery nach der Ankunft am Startkomplex

Nach ihrer letzten Mission STS-119 wurde die Discovery in ihre Orbiter Processing Facility gezogen, wo die routinemäßigen Inspektionen und Ausbesserungen stattfanden. Das Aufeinanderstapeln der Feststoffbooster begann Ende Mai 2009, gefolgt vom Außentank etwa einen Monat später. Nach ein paar Ausbesserungen wurde die Discovery am 26. Juli zum Vehicle Assembly Building überführt und in den folgenden Tagen am Außentank montiert. Am 4. August wurde die Discovery zur Startanlage 39A gerollt. Einen Tag später flogen die Raumfahrer zum Startplatz, um am Terminal Countdown Demonstration Test teilzunehmen. Dabei lernten sie den Umgang mit den Rettungsmitteln am Startplatz und simulierten einen Countdown. Am Außentank wurden aufgrund der Startschwierigkeiten mit der Schaumstoffisolierung, die während der letzten Mission aufgetreten waren, einige Tests durchgeführt. Bei Zugproben wurden die erforderlichen Festigkeitswerte erreicht, sodass bei der folgenden Flugbereitschaftsabnahme (Flight Readiness Review) der Start am 25. August bestätigt wurde. Am Abend des 19. August (Ortszeit) traf die Mannschaft am Kennedy Space Center ein, der Countdown begann zwei Tage später.

### Startverzögerungen
Die Wettervorhersagen sahen für den 25. August mit 80 Prozent recht positiv aus, jedoch änderte sich die Situation im Verlauf des Tages und die Wahrscheinlichkeit sank auf 40 Prozent. Da zum Startzeitpunkt mehrere Wetterbedingungen verletzt waren, wurde eine 24-stündige Verschiebung angeordnet. Dieser erneute Versuch musste jedoch am Ende der Tankphase abgebrochen werden, da die Bestätigung für das korrekte Schließen des Ein- und Auslassventils für flüssigen Wasserstoff ausblieb. Man plante einen erneuten Startversuch am 28. August. Nach der vollständigen Leerung des Wasserstofftanks öffnete und schloss man das Ventil erfolgreich fünfmal hintereinander, sodass die Funktionalität bestätigt werden konnte. Die Missionsleitung entschied sich jedoch für eine weitere 24-stündige Verschiebung, um Pläne ausarbeiten zu lassen, falls das Problem mit dem Ventil erneut auftreten sollte.

## Missionsverlauf

### Start, Rendezvous und Kopplung

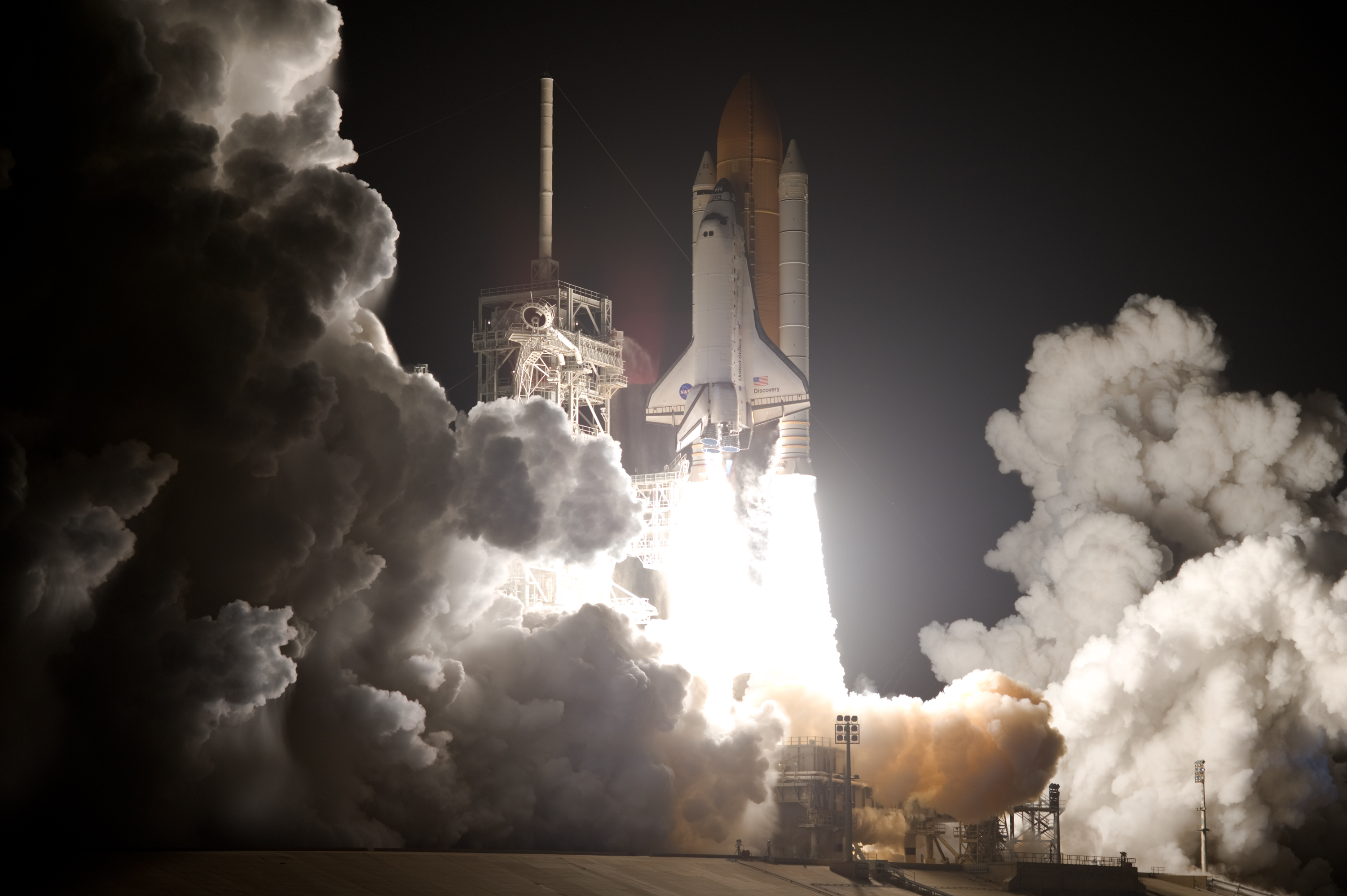
Der Nachtstart der Discovery am 29. August 2009

Da sowohl das Ventil als auch das Wetter keine Probleme bereiteten, konnte die Discovery schließlich am 29. August um 03:59:37 UTC abheben. Nach zwei Minuten wurden die ausgebrannten Feststoffraketen abgeworfen, nach drei Minuten für fast zwei Minuten die OMS-Triebwerke aktiviert und nach achteinhalb Minuten die Haupttriebwerke abgeschaltet. Zehn Sekunden später wurde der Außentank abgetrennt. Die Astronauten begannen anschließend damit, die Discovery für die Arbeiten im Orbit vorzubereiten. Dazu gehörte unter anderem die Aktivierung der Ventilation im Leonardo-Modul und die Aktivierung des Roboterarms. Der zweite Flugtag (29. und 30. August) diente der Inspektion des Hitzeschildes mit dem Orbiter Boom Sensor System. Zudem wurden die Raumanzüge getestet und Vorbereitungen auf das Rendezvous getroffen.
Am dritten Flugtag (30. und 31. August) fand das Rendezvous der beiden Raumfahrzeuge statt. Für die Navigation während des Rendezvous Pitch Maneuvers und der darauf folgenden Kopplung wurde erstmals der neue TriDAR-Sensor eingesetzt, der mittels Kamera und LIDAR genaue Lagedaten lieferte, sodass die sonst durch das Radar belegte Ku-Band-Antenne stattdessen für die Übertragung von Live-Bildern genutzt werden konnte. Wegen eines Lecks waren beim Andockvorgang an die ISS die vorderen Feinsteuerdüsen nicht verfügbar, sodass zum ersten Mal ein Andockmanöver eines Shuttle an die ISS mit den 36-fach schubstärkeren Hauptdüsen des Reaction Control Systems geflogen werden musste. Für das Manöver wurden 265 kg Treibstoff benötigt, geplant waren 34 kg. Die Kopplung erfolgte um 00:54 UTC. Etwa 1 Stunde und 40 Minuten später wurden die Luken geöffnet. Nach der Begrüßung und einer Einweisung durch die Stationsbesatzung wurde der Sojussitz von Timothy Kopra gegen den von Nicole Stott ausgetauscht, wodurch sie offiziell die Besatzungszugehörigkeit änderten. Nicole Stott wurde Bordingenieurin der ISS-Expedition 20, während Tim Kopra zu STS-128 wechselte.

### Arbeiten an der ISS
Der vierte Flugtag (31. August und 1. September) diente dem Transfer des Leonardo-Moduls zum der Erde zugewandten Kopplungspunkt des Harmony-Moduls. Kevin Ford und Mike Barrat nutzten den Roboterarm der Station und ergriffen Leonardo. Die Kopplung erfolgte um 21:56 UTC. Einige Stunden später wurde die Luke geöffnet. Unterdessen wurde von der Crew Fracht aus dem Shuttle zur Station gebracht, insbesondere die Raumanzüge und Werkzeuge für die anstehende EVA. Anschließend begaben sich Nicole Stott und Danny Olivas in die Luftschleuse Quest, um über Nacht unter reduziertem Luftdruck reinen Sauerstoff zu atmen. Dieses sogenannte Campout reduziert den Gehalt des im Körpergewebe gelösten Stickstoffs und beugt so der Dekompressionskrankheit vor.

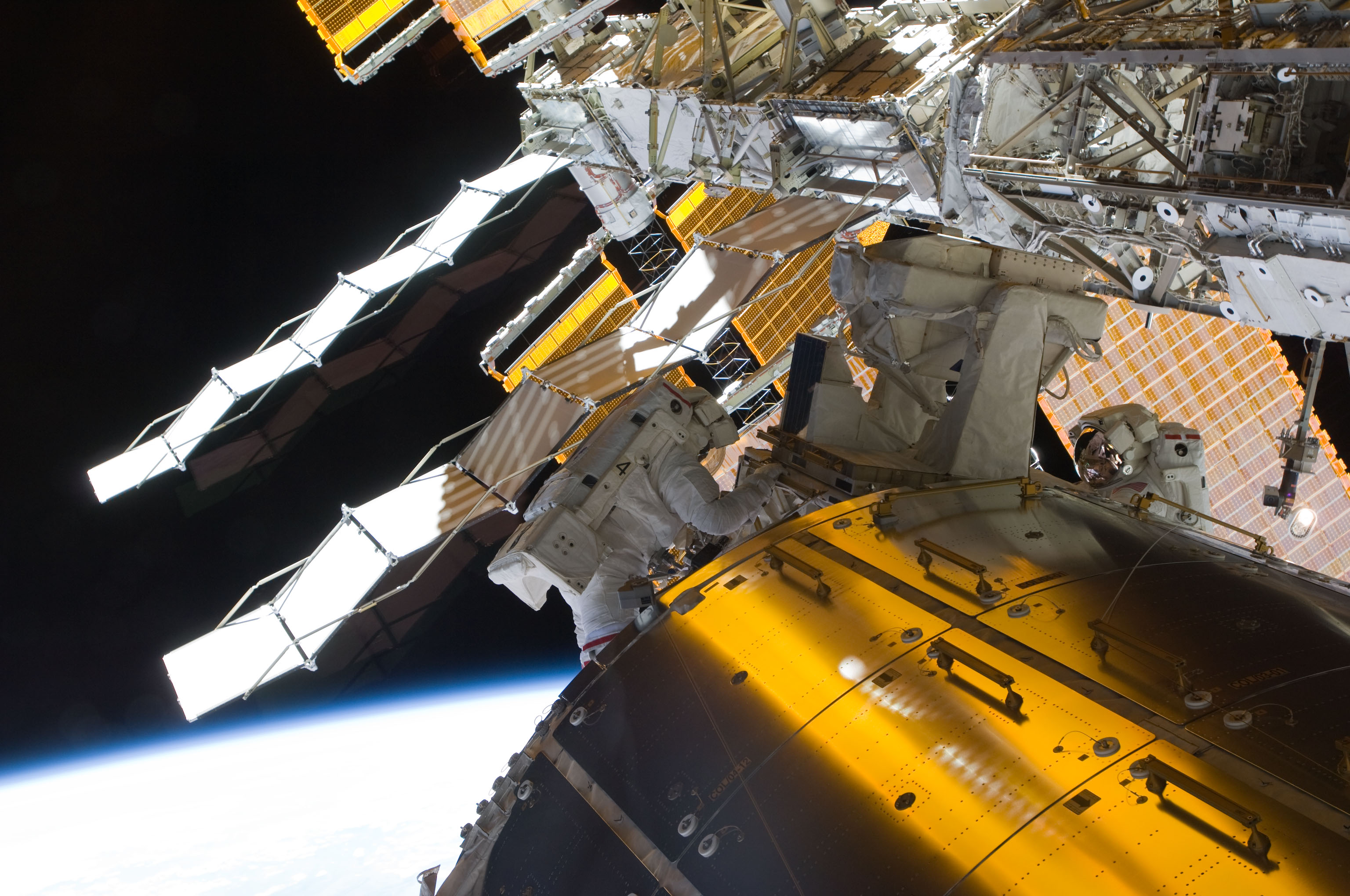
Danny Olivas und Nicole Stott während der ersten EVA

Am fünften Flugtag (1. und 2. September) fand der erste Ausstieg statt, welcher von Danny Olivas und Nicole Stott durchgeführt wurde. Die beiden demontierten zuerst einen nahezu erschöpften Ammoniaktank am Stationsausleger P1. Der zum Kühlsystem der Station gehörende Tank wurde anschließend vom Roboterarm der Station ergriffen und dort vorübergehend angebracht. Der Tank verblieb an dieser Position bis zur endgültigen Montage im Frachtraum des Shuttles während der nächsten EVA mit Danny Olivas und Christer Fuglesang. Auf einer anschließend montierten Fußhalterung ritt Nicole Stott am Stationsarm zum Columbus-Modul. Dort wurden von ihr und Olivas die Experimente EuTEF und MISSE 6 abgebaut und zur Rückkehr im Frachtraum der Discovery befestigt. Während des 6 Stunden und 35 Minuten dauernden Ausstiegs konnten alle geplanten Arbeiten erledigt werden. Unterdessen wurde damit begonnen erste Transfers zwischen Leonardo und der ISS durchzuführen. Es wurden ein Luftauffrischungssystem, eine Mannschaftsschlafkabine und das Laufband C.O.L.B.E.R.T. in die Station gebracht.
Der sechste Missionstag (2. und 3. September) wurde für die weitere Ausstattung der Internationalen Raumstation verwendet. Wichtige Forschungsmittel wie die Fluid- und Materialforschungs-Racks FIR (Fluids Integrated Rack) und MSRR-1 (Materials Science Research Rack) sowie der Spezialgefrierschrank MELFI-2 (Minus Eighty Degree Laboratory Freezer for ISS) wurden von Leonardo in das Raumlabor Destiny transferiert. Die beiden nächsten Weltraumgänger Danny Olivas und Christer Fuglesang bereiteten ihre Raumanzüge und Werkzeuge vor und verbrachten in Vorbereitung auf die nächste EVA die Nachtruhe beim Campout in der Luftschleuse.
Für den 4. September 15:07 UTC bestand die Gefahr einer gefährlichen Annäherung zwischen der Raumstation und einem ausgedienten Sylda-5-Doppelstartadapter (COSPAR-Bezeichnung 2006-033C) eines Ariane-Fluges. Ein in Erwägung gezogenes Ausweichmanöver konnte kurz vor der am siebten Flugtag (3. und 4. September) stattfindenden zweiten EVA abgesagt werden, da auf Grund genügend genauer Bahndaten der Abstand von 1,3 km als sicher genug erachtet wurde.

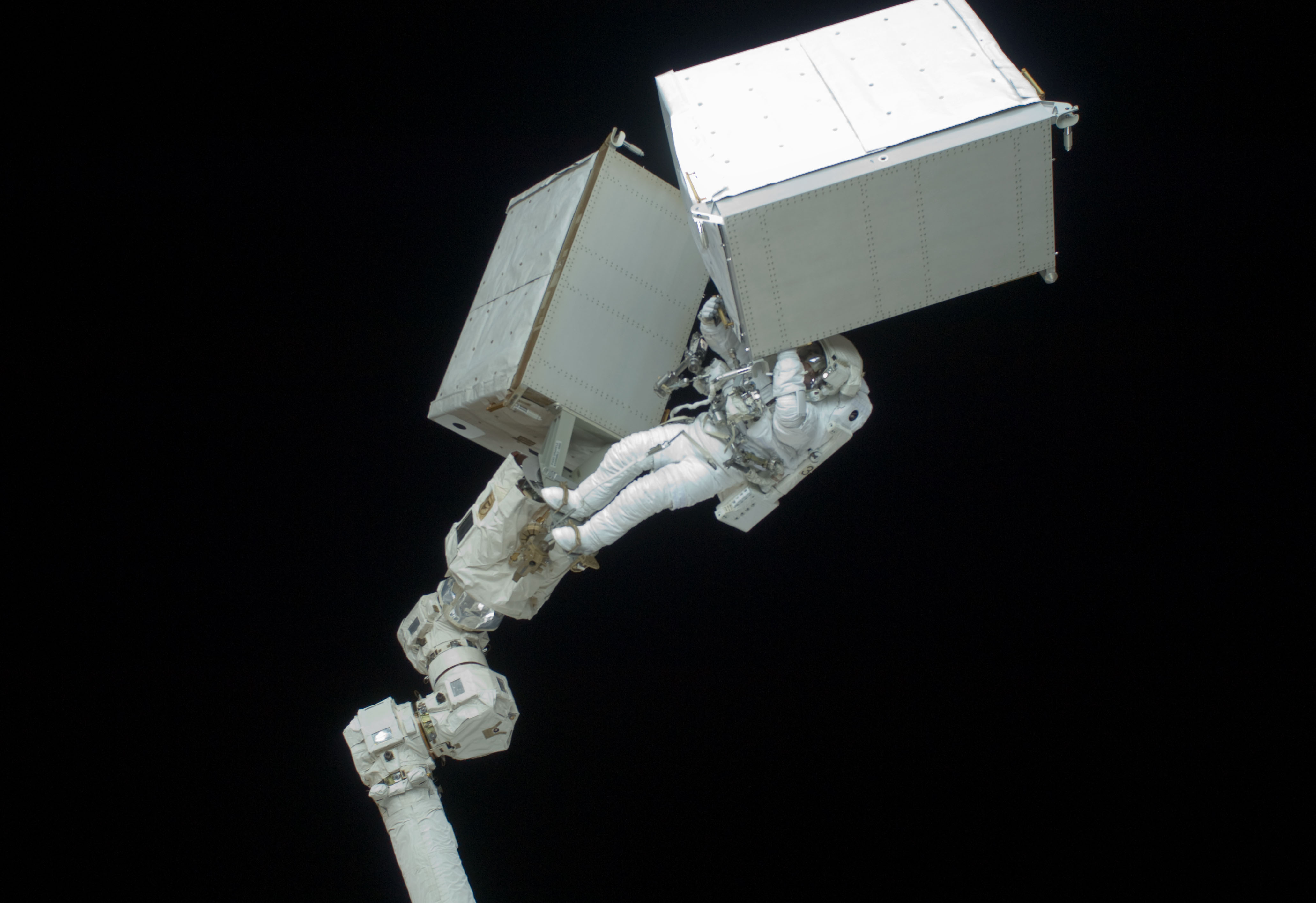
Christer Fuglesang mit beiden Ammoniaktanks

Bei dem 6 Stunden und 39 Minuten dauernden Ausstieg installierten Danny Olivas und Christer Fuglesang den mitgebrachten Ammoniaktank und verstauten den leeren Tank in der Ladebucht des Shuttles. Dazu lösten die beiden den vollen Tank vom Leichtbaufrachtträger (LMC) in der Ladebucht des Shuttles. Fuglesang ritt dann auf einer Fußhalterung am Stationsroboterarm mit dem Tank in der Hand zum Installationsort an der Gitterstruktur P1. Der volle Tank mit einer Masse von 833 kg (1836 lbs) ist das massereichste Objekt, das bisher von Astronauten von Hand bewegt wurde. Da der Tank in der Umlaufbahn zwar schwerelos ist, aber trotzdem eine hohe Trägheit besitzt, musste sehr vorsichtig vorgegangen werden. So dauerte das Manöver 30 Minuten. Anschließend wurde der neue Tank von beiden Astronauten montiert und die Verbindungsleitungen angeschlossen. Danach sicherte sich Olivas mit einer mobilen Fußklammer an der Station und übergab den leeren Tank, der nun vom Kopf des Stationsarms gelöst wurde, händisch an Fuglesang. Dieser schwebte nun mit dem leeren Tank in der Hand auf dem Stationsarm zur Ladebucht der Discovery, um ihn zusammen mit Olivas auf der Leichtbaufrachtstruktur (LMC) zu befestigen. Der leere Tank wurde auf der Erde neu befüllt und mit STS-131 wieder zur Station gebracht.
Die erste Hälfte des achten Flugtages (4. und 5. September) war der Crew freigestellt bis zum Beginn der traditionellen Pressekonferenz. Die vereinte Crew aus STS-128 und ISS-Expedition 20 beantwortete Fragen von Journalisten aus den USA, Kanada und Europa. Danach wurde damit begonnen, Fracht für die Rückkehr zur Erde in das nun leere Logistik-Modul zu laden. Danny Olivas und Christer Fuglesang verbrachten die Nachtruhe beim Campout in der Luftschleuse Quest.

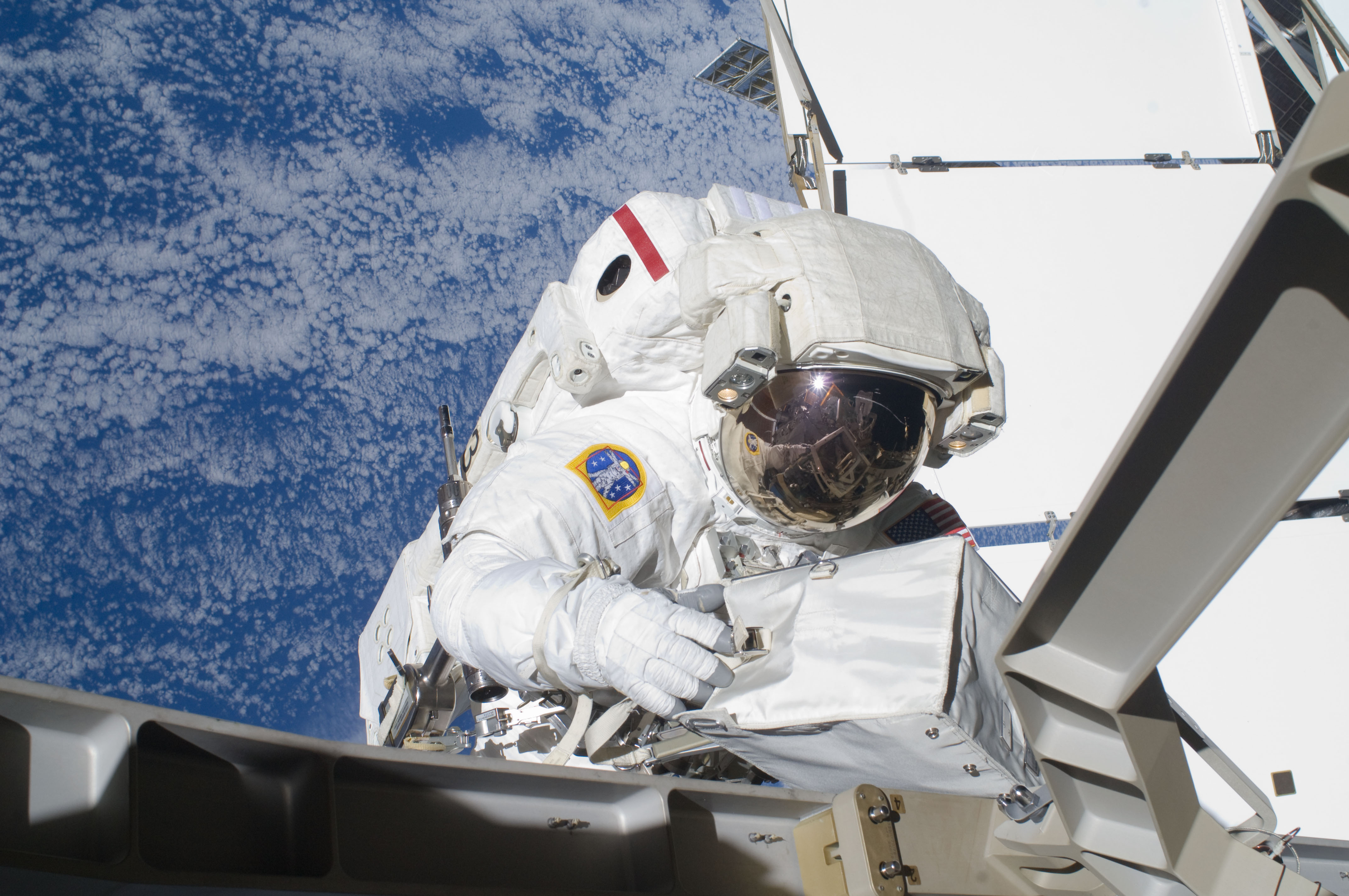
Danny Olivas während der dritten EVA

Am neunten Missionstag (5. und 6. September) fand die dritte und letzte EVA statt. Danny Olivas und Christer Fuglesang begannen ihren zweiten gemeinsamen Ausstieg um 20:39 UTC. Zuerst brachten sie das Nutzlastbefestigungssystem PAS (Payload Attachment System) an der Gitterstruktur S3 aus, welches bei der nächsten Mission STS-129 benötigt wurde. Danach tauschten die beiden eine defekte Lageregelungseinheit (Rate Gyro Assembly) sowie einen Trennschalter (Remote Power Control Module) an der Struktur S0 aus und installierten zwei GPS-Antennen. Am Unity-Modul wurde eine alte Führungsleine für Weltraumgänger entfernt. In Vorbereitung auf die Ankunft des neuen Verbindungsknotens Tranquility mussten an der Außenseite der Station zwei über 18 Meter lange Datenleitungen verlegt werden. Bei einem Kabelset passten die Verbinder nicht, sodass sie mit Isoliermanschetten gesichert wurden und die Beendigung dieser Aufgabe auf eine spätere Mission verschoben werden musste. Die Außenarbeiten endeten nach sieben Stunden und einer Minute um 03:40 UTC.
Am zehnten Tag (6. und 7. September) wurden die Transferarbeiten zwischen Leonardo und der Station abgeschlossen. Danach nutzte die Shuttle-Crew die freie Zeit um Fernsehinterviews mit Sendern aus ihrer Heimat zu geben.
Am elften Flugtag (7. und 8. September) wurde das MPLM mit dem Stationsarm in die Ladebucht des Shuttles zurückgeführt und gesichert. Leonardo transportierte rund 1100 kg Ausrüstung zur Erde, im Mitteldeck des Shuttles waren zusätzlich ca. 390 kg verstaut. Nach einer kleinen Abschiedszeremonie wurden die Luken zwischen Shuttle und Station um 03:41 UTC geschlossen.

### Rückkehr

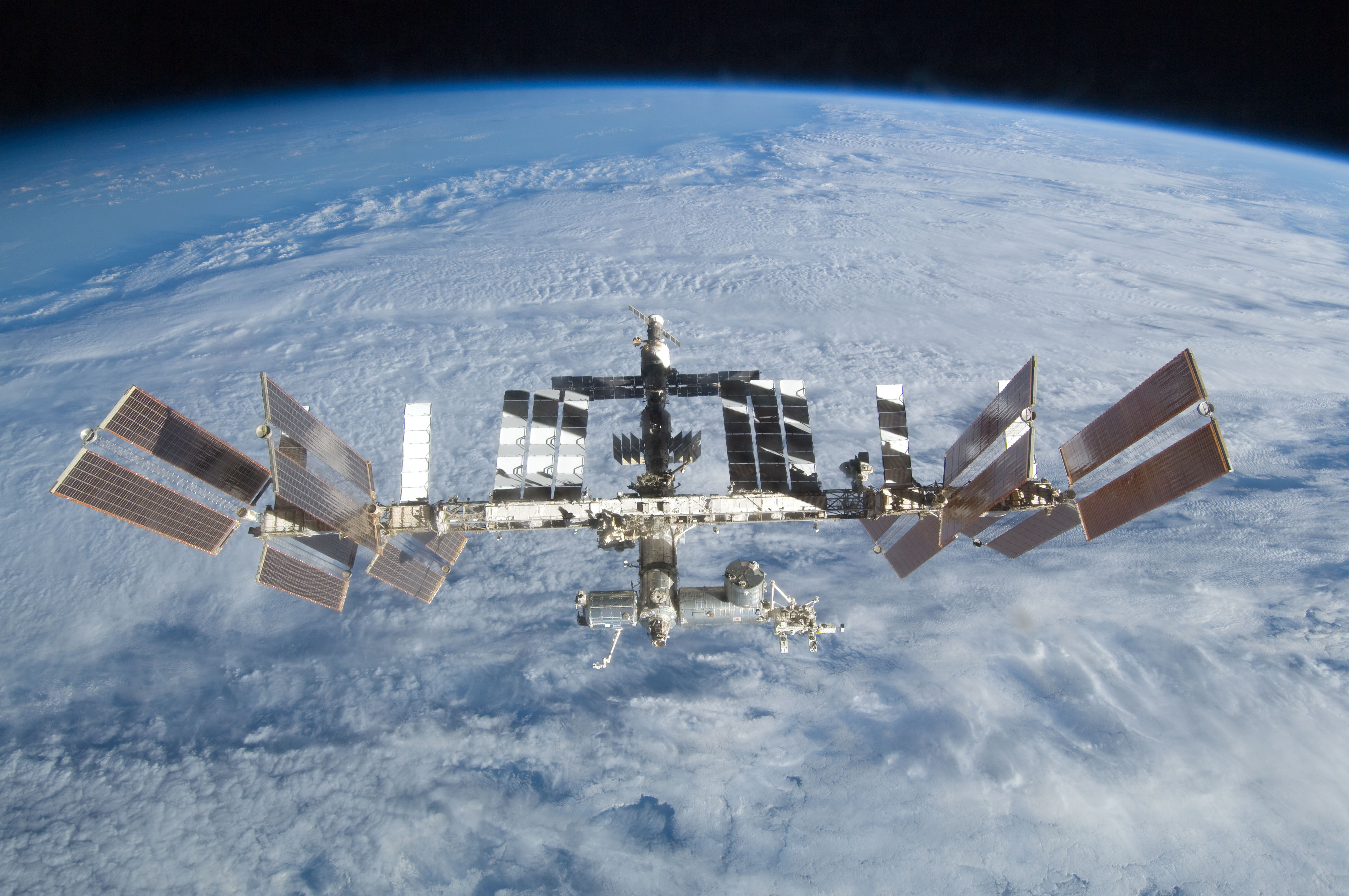
Die ISS nach der Trennung

Die Trennung der Discovery von der Internationalen Raumstation erfolgte am zwölften Flugtag (8. und 9. September) nach 8 Tagen, 18 Stunden und 32 Minuten um 19:26 UTC. Das Shuttle umrundete die Station in einem Abstand von etwa 120 Metern, um die ISS zu überblicken und zu fotografieren. Um 21:09 UTC entfernte sich die Raumfähre endgültig von der Raumstation. Wenig später begann die Spätinspektion des Hitzeschilds mit Hilfe des OBSS. Die Discovery brachte insgesamt 2,5 Tonnen an Proben, benutzter Ausrüstung und Müll nach Hause. Am folgenden 13. Flugtag (9. und 10. September) wurden die Landesysteme getestet sowie nicht mehr benötigte Ausrüstungsgegenstände verstaut. Für Tim Kopra stellte die Besatzung einen speziellen Liegesitz auf, um ihm die Anpassung an die Schwerkraft nach mehr als 50 Tagen in der Schwerelosigkeit zu erleichtern.
Der 14. Flugtag (10. und 11. September) bot zwei Landemöglichkeiten. Dabei hatte sich die Missionsleitung auf das Kennedy Space Center in Florida festgelegt. Die beiden Gelegenheiten um 23:04 UTC und 00:40 UTC mussten jedoch wegen schlechten Wetters im Gebiet Cape Canaverals abgesagt werden.
Die nächsten Landemöglichkeiten am 15. Flugtag (11. und 12. September) boten sich ebenfalls in Florida. Beide mussten wegen Gewittern und instabiler Wetterbedingungen erneut abgesagt werden. Zusätzlich wurde diesmal die Edwards Air Force Base in Kalifornien aktiviert. Die erste Möglichkeit in Kalifornien im darauffolgenden Orbit um 00:53 UTC wurde dann zur Landung genutzt. Um 20:30 UTC wurden die Ladebuchttore geschlossen und die Mannschaft begann mit den Prozeduren für den Wiedereintritt. Neben dem Anlegen ihrer Rettungsanzüge und dem Anschnallen an ihren Sitzen nahmen die Besatzungsmitglieder große Mengen Flüssigkeit und Salztabletten zu sich, um ihren Kreislaufsystemen eine bessere Anpassung an die Schwerkraft zu ermöglichen. Die Bremszündung wurde 23:47 UTC eingeleitet, sodass die Discovery nach einem halben Erdumlauf in die dichteren Schichten der Atmosphäre eintauchte. Dabei führte das Flugsteuerungsprogramm eine Reihe von Seitenlagenmanövern aus, um die Abbremsung des Orbiters zu unterstützen.

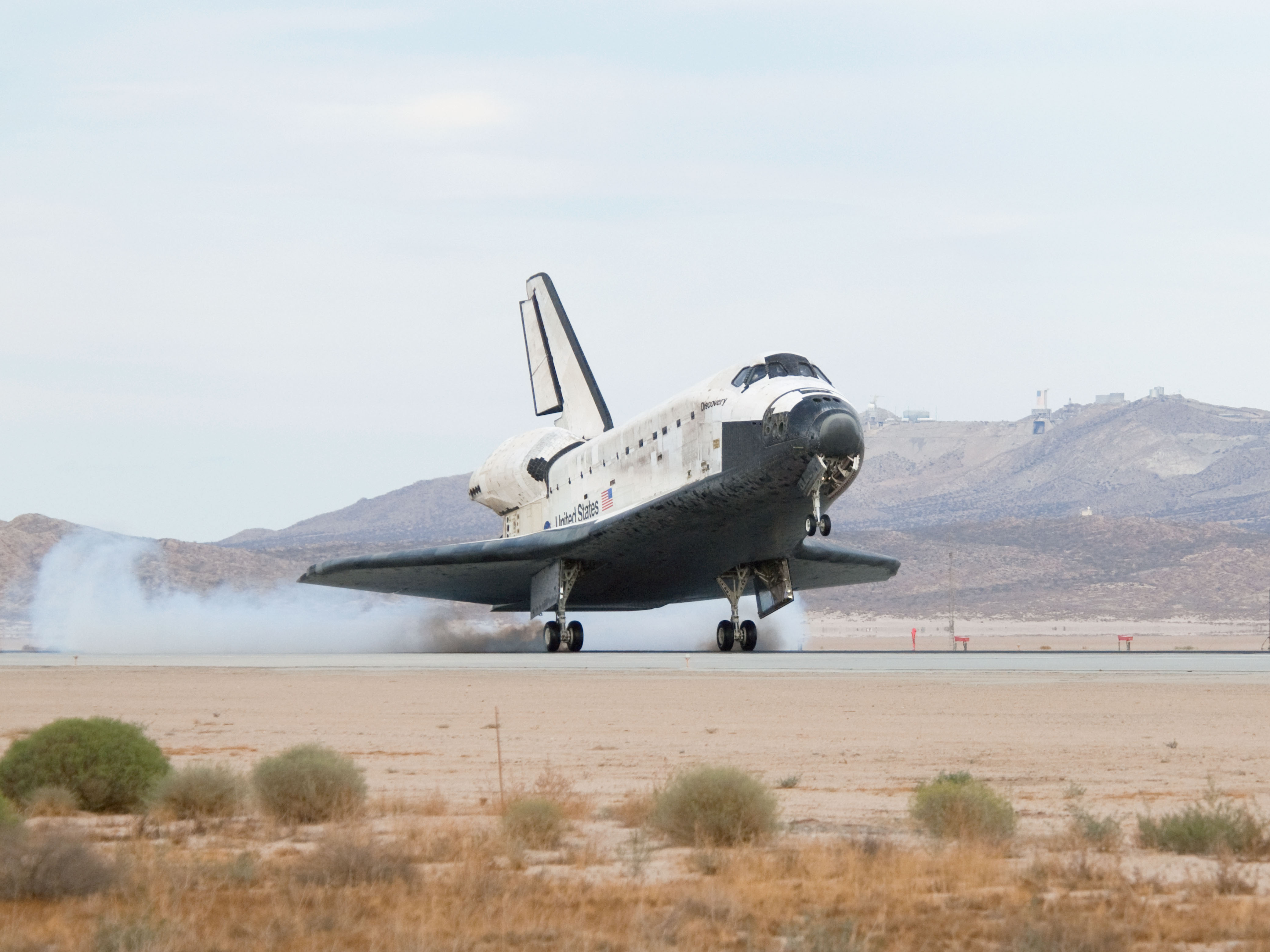
Die erfolgreiche Landung in Kalifornien

Während des Wiedereintritts in die Erdatmosphäre wurde das Boundary Layer Experiment zur Untersuchung der Strömung bei Hyperschallgeschwindigkeit durchgeführt. Durch ein Hindernis auf der ansonsten glatten Fläche des Hitzeschildes wurde die schützende Grenzschicht lokal gestört und die daraus resultierenden Temperaturerhöhungen untersucht. Dazu waren unter einem Flügel der Discovery ein kleines Strömungshindernis und mehrere Temperatursensoren eingebaut. Ein Gesamtbild der Temperaturverteilung wurde zudem von einem etwa 50 km unterhalb des Shuttles fliegenden P3 Orion Flugzeug mit Infrarotkamera aufgenommen.
Das Experiment diente der Entwicklung des Hitzeschutzes des neuen Orion-Raumschiffs.
Die Discovery mit ihrer siebenköpfigen Crew landete am 12. September um 00:53 UTC auf der Start- und Landebahn 22 der Edwards Air Force Base nach 13 Tagen, 20 Stunden und 54 Minuten im Weltraum. Anschließend sicherte ein Konvoi die Fähre und half der Besatzung beim Ausstieg. Nach einem medizinischen Check führte die Mannschaft mit Ausnahme von Tim Kopra ihren traditionellen Rundgang um den Orbiter durch. Am nächsten Tag flog die Crew zum Lyndon B. Johnson Space Center nach Houston. Es war auch gleichzeitig die letzte Shuttle Landung in Kalifornien vor Ende des Shuttle Programms im Jahre 2011.

### Überführung nach Florida

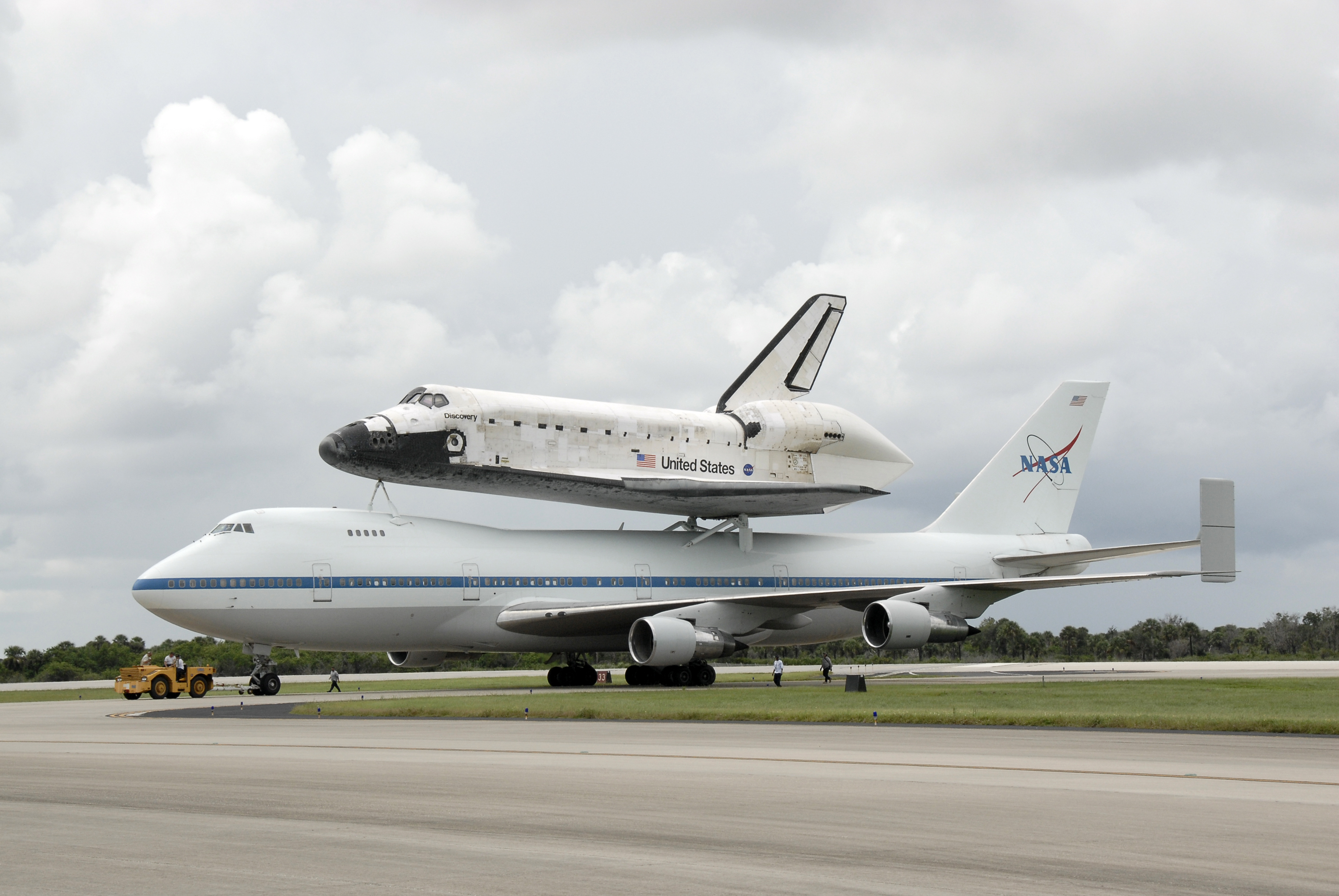
Die Discovery und NASA 911 in Florida

Die Rückführung der Discovery nach Florida mit dem Shuttle Carrier Flugzeug NASA 911 fand eine Woche nach der Landung statt. Zur Vorbereitung wurde das Shuttle mit einem speziellen Hebegerüst (Mate-Demate Device) auf das Flugzeug gehoben und zur Verringerung des Luftwiderstandes mit einer aerodynamischen Triebwerksabdeckung versehen. Der 4600 km lange Flug wurde in vier Etappen mit Tankstopps am Rick Husband International Airport von Amarillo/Texas, Carswell Field Airport bei Fort Worth/Texas und Barksdale AFB bei Shreveport/Louisiana aufgeteilt. Der Flughafen in Amarillo ist nach dem Kommandanten Rick Husband der im Jahr 2003 verunglückten Raumfähre Columbia benannt.
Nach dem Start in Edwards AFB kurz vor Sonnenaufgang am 20. September um 13:22 UTC erreichte der Transport am Sonntagnachmittag um 22:39 UTC Barksdale AFB nach 4 Stunden und 40 Minuten Gesamtflugzeit, um dort zu übernachten. Am nächsten Tag landete das Gespann nach der letzten, zweieinhalbstündigen Etappe um 16:06 UTC am Kennedy Space Center. Die maximale Flughöhe von 4575 Metern (15.000 ft) stellte sicher, dass die abgeschalteten Systeme in der Raumfähre nicht zu niedrigen Temperaturen ausgesetzt wurden. Dem Transportflugzeug flog eine Douglas DC-9-30 als Führungsflugzeug 15 Minuten voraus, um für den Hitzeschutzschild der Raumfähre schädliche Regengebiete sicher umfliegen zu können. Die Kosten von etwa 1,8 Millionen US-Dollar wurden hauptsächlich durch den Treibstoff verursacht.
Nach der Landung auf der Shuttle Landing Facility in Florida wurde das Shuttle Carrier Flugzeug mit einer baugleichen Hebevorrichtung wie in Kalifornien von der Raumfähre getrennt. Die Discovery wurde anschließend in ihren Hangar geschleppt, wo sie entladen und auf ihre nächste Mission, STS-131, vorbereitet wurde.